# Villa Grampa
La villa Grampa est une villa néo-renaissance située dans la ville de Temperley dans la province de Buenos Aires en Argentine.

## Histoire
Le bâtiment fut construit entre 1910 et 1914 à la demande de Bernardo Grampa, un entrepreneur italien originaire du lac de Côme, actif dans le commerce de materiaux de construction et qui avait immigré en Argentine en 1886. Le projet de la villa fut conçu par les architectes Marchesotti et Bressan,.

## Description
La villa présente un style néorenaissance italien et se développe sur deux niveaux. Elle est entourée par un grand jardin.